# 長谷川将山
長谷川 将山（はせがわ しょうざん、1994年12月16日 - ）は、日本の楽器、尺八の演奏家。神奈川県大和市出身。

## 来歴
幼少より両親に箏の手ほどきを、10歳より武田旺山に尺八の手ほどきを受ける。その後、16歳より尺八を藤原道山に、17歳より箏を沢井一恵に師事。
- 2013年 東京藝術大学音楽学部附属音楽高等学校尺八専攻卒業
- 2017年 東京藝術大学音楽学部邦楽科尺八専攻卒業
- 2019年 東京藝術大学大学院（修士課程）音楽研究科邦楽専攻修了
- 研究題目は、初代中尾都山編纂「ヴァイオリン音譜」
- 2025年  令和6年度（第75回）芸術選奨文部科学大臣新人賞（音楽部門）を「B→C264長谷川将山（尺八）」の成果により受賞。[2]

## 受賞歴
- 2009年 第6回東京邦楽コンクールジュニア部門　奨励賞
- 2011年 第8回東京邦楽コンクールジュニア部門　第2位
- 2011年 第21回全国高校生邦楽コンクール　優良賞
- 2012年 第1回国際尺八コンクール　奨励賞、邦楽ジャーナル賞
- 2015年 都山流尺八楽会 准師範検定試験　首席登第
- 2015年 市川市文化振興財団 第28回新人演奏家コンクール邦楽器部門　最優秀賞
- 2017年 東京藝術大学音楽学部卒業に際し同声会賞
- 2025年 芸術選奨新人賞[3]

## 演奏実績
2012年
- 東京藝術大学音楽学部附属音楽高等学校「アカンサスコンサート」において、諸井誠作曲《ラメンタ'79 -尺八、ピアノと弦楽合奏のための-》、中能島欣一作曲《波濤》、山本邦山作曲《三籟 -尺八とフルートのための-》を上演
- 東京・代官山 ヒルサイドテラスで開かれた「マクリヒロゲル 沢井一恵」にて、沢井忠夫作曲《上弦の曲》を沢井一恵と共演

2013年
- 東京ワンダーサイト（TWS）主催の「アンサンブルモデルンアカデミー」に参加し、作曲家 一柳慧、アンサンブルモデルンメンバーよりレクチャーを受ける

2014年
- 東京藝術大学藝術祭「藝祭」において、自主公演「邦楽4人の会の軌跡」を企画

2015年
- 静岡市主催 第199回「HOTひといきコンサート　邦楽特集」に出演。ソロコンサートを行う
- 東京藝術大学藝術祭「藝祭」において、自主公演「廣瀬量平 尺八作品の夕べ」を企画

2016年
- アンサンブル東風 第17回定期演奏会において、松下功作曲《天空の舞 -二本の尺八のための協奏曲-》のソリストを務める
- モンゴルにて開催された「fish eye 2016」に日本の演奏団として招聘を受け、モンゴル各地にて演奏を行う
- 東京藝術大学藝術祭「藝祭」において、船川利夫作曲《二本の尺八と群の為の合奏協奏曲「覚」》のソリストを務める

2017年
- 舞台「ハムレット」（主演：内野聖陽、演出：ジョンケアード、音楽：藤原道山）に尺八演奏で出演
- 東京藝術大学藝術祭「藝祭」において、自主公演「尺八アンサンブルコンサート」を企画。委嘱曲の初演や自作曲の発表を行った

## 主なメディア出演
- NHK-Eテレ「にっぽんの芸能」
- NHK-Eテレ「世界へとどけ！日本の伝統芸能」
- NHK-BS「プレミアムステージ」
- テレビ朝日「題名のない音楽会」